# Gaping Gill
Koordinaten: 54° 8′ 58,1″ N, 2° 22′ 57,4″ W

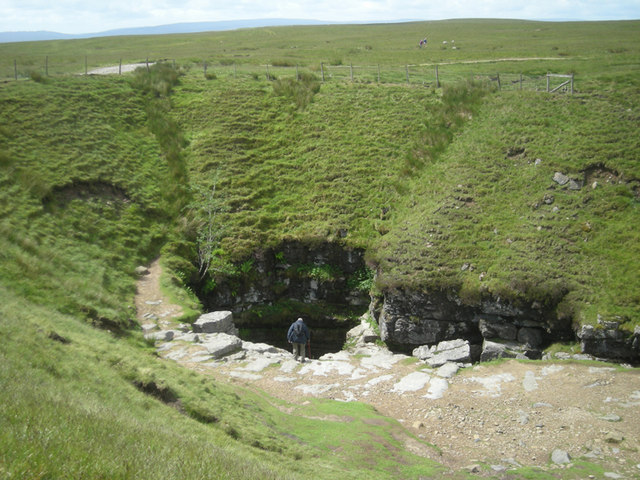
Gaping Gill

Gaping Gill (auch Gaping Ghyll) ist eine Karsthöhle in Großbritannien.

## Beschreibung
Der Haupteingang Gaping Gill ist ein natürlicher Höhlenschacht an der Südostflanke des Berges Ingleborough in North Yorkshire und einer der größten Höhlenräume in Großbritannien. In den Schacht ergießt sich der Bach Fell Beck, welcher oberhalb der Höhle an der Ostflanke des Ingleborough (54° 9′ 23″ N, 2° 22′ 49″ W) entspringt. Dabei bildet der Bach, mit einer Fallhöhe von 105 m den landesweit höchsten unterirdischen Wasserfall. Am Schachtgrund folgt die Wasserhöhle mit aktiven Wasserläufen. Über mehrere Siphons sind die Höhlengänge mit der Schauhöhle Ingleborough Cave verbunden. Dort verlässt das Wasser als Clapham Beck die Höhle und fließt weiter über den River Wenning in den River Lune. Das Gaping-Gill-Höhlensystem hat eine Länge von 21 km sowie eine Vertikalausdehnung von 192 m. Insgesamt sind 21 Eingänge bekannt.
Der Bradford Pothole Club und der Craven Pothole Club ermöglichen mit der Hilfe einer Seilwinde zweimal im Jahr auch für nicht-Speläologen den Zugang in den Gaping Gill.

## Bilder

Gaping Gill
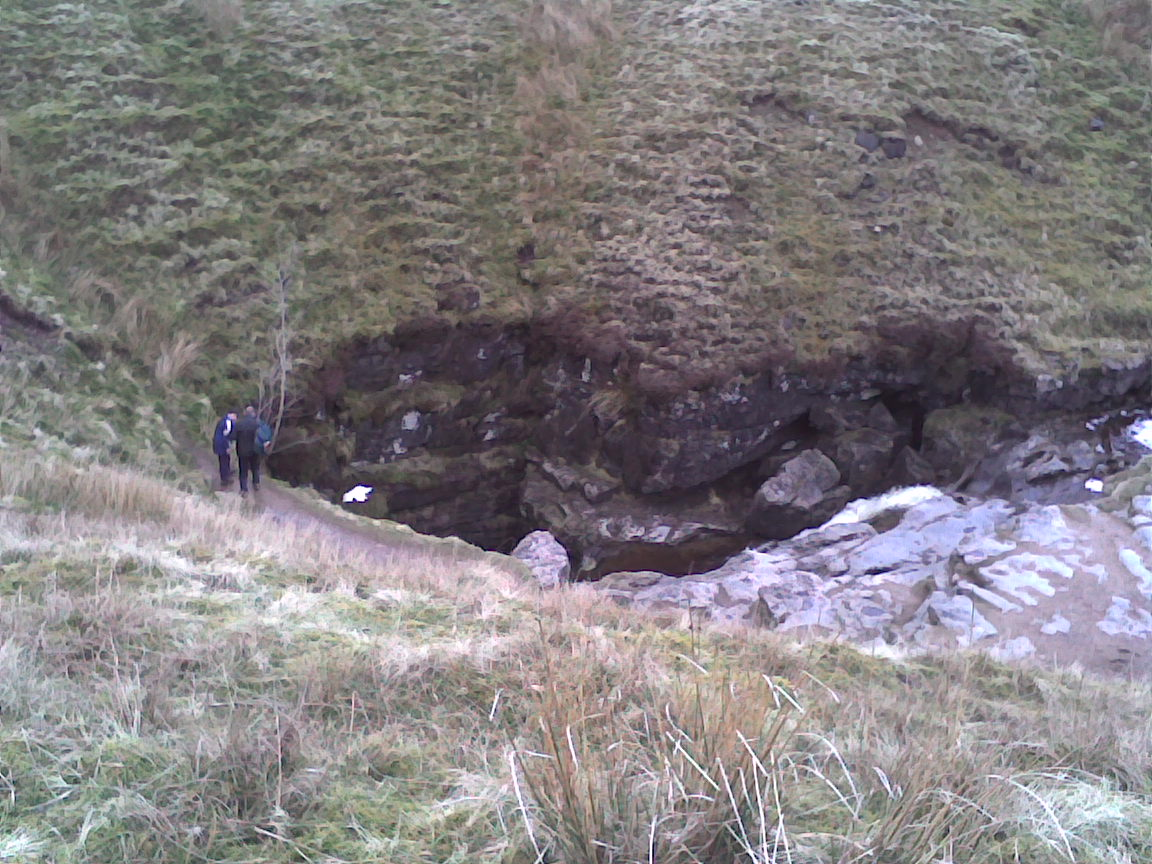
Der Eingangsschacht
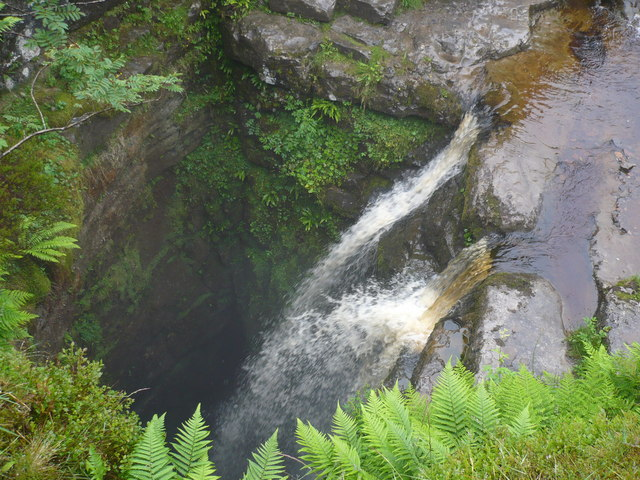
Der Fell-Beck-Bach, Oberkante des Wasserfalls
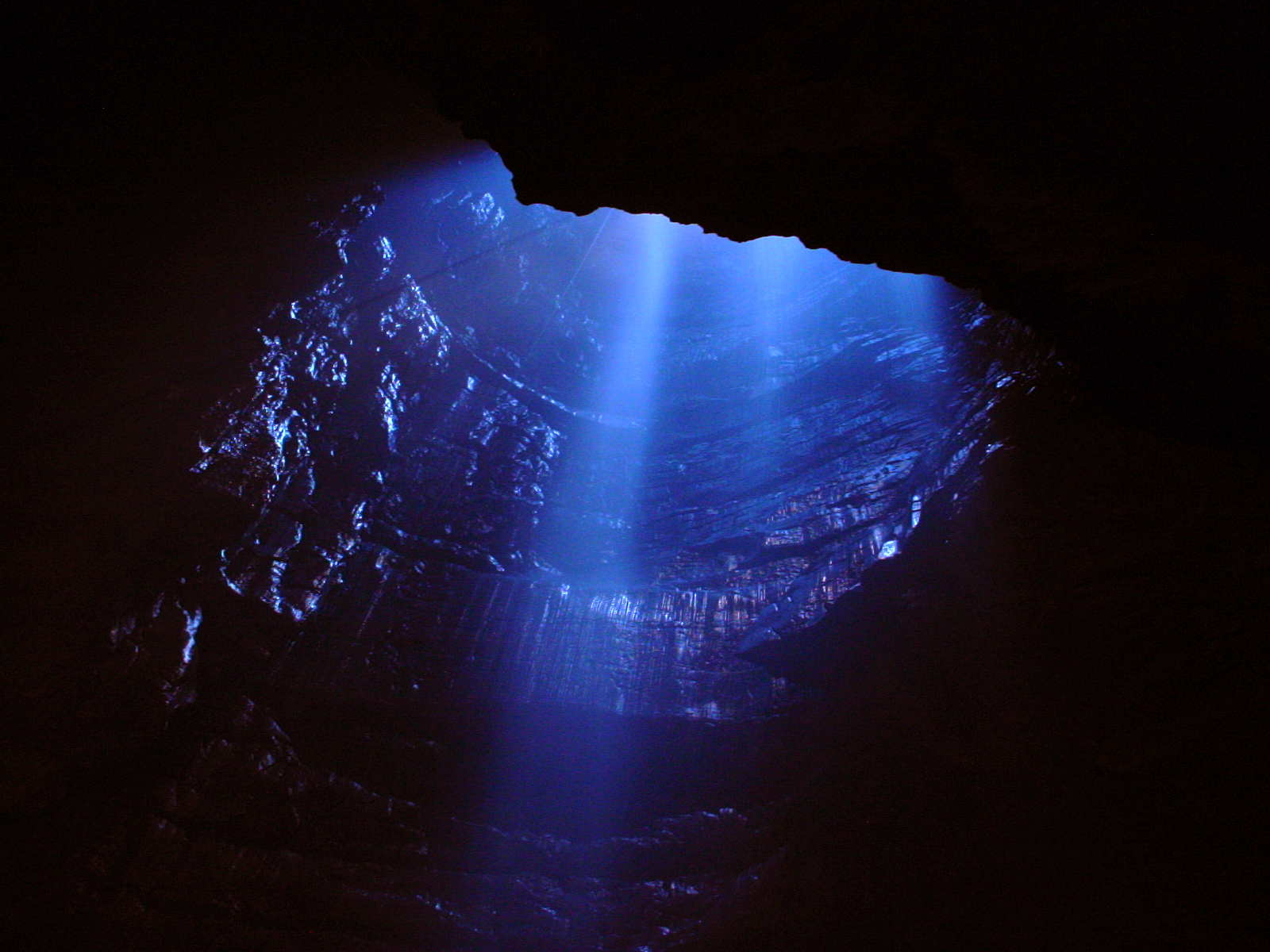
Im Schacht
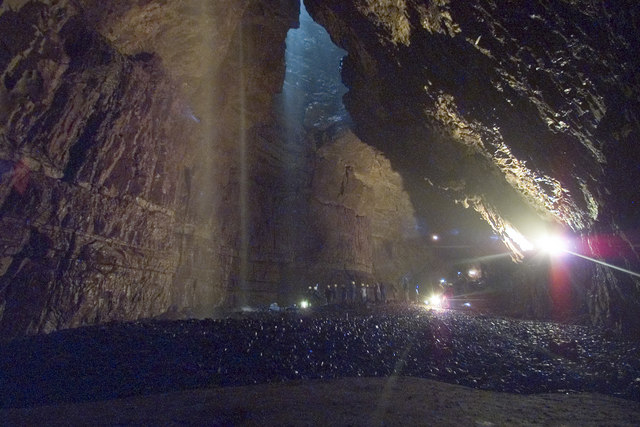
Am Boden des Eingangsschachtes